# Gran Premio di Monza

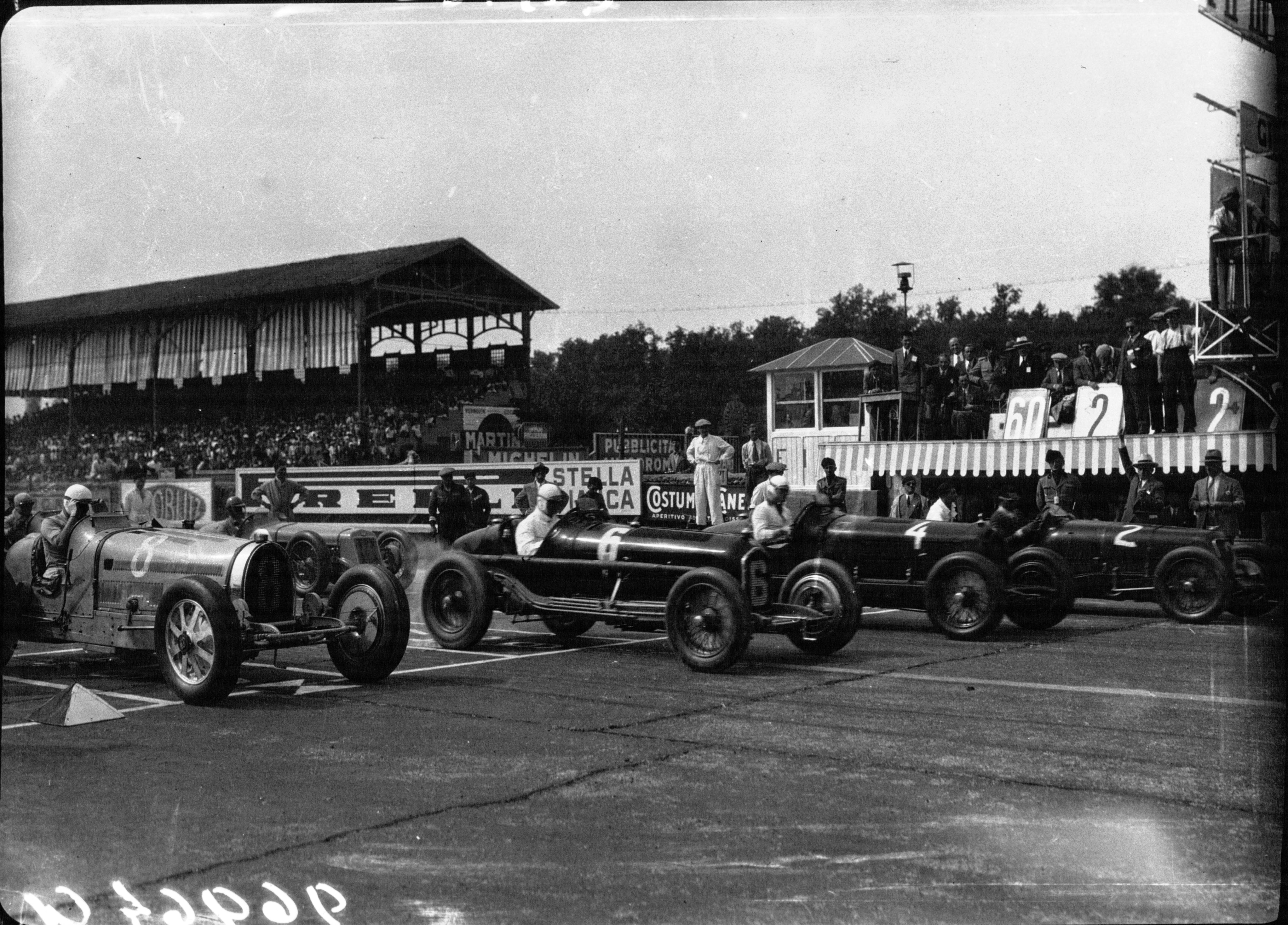
Start des Monza-Grand-Prix 1932

Der Gran Premio di Monza (deutsch Großer Preis von Monza) ist ein zwischen 1922 und 1980 veranstaltetes Rennen für Automobile auf dem Autodromo Nazionale di Monza.

## Geschichte
Das Rennen wurde ein Jahr nach dem Großen Preis von Italien erstmals ausgetragen. Im Premierenjahr 1922 nach als Formelfreies Rennen, ab 1929 als Grand Prix. 1949 bis 1952 wurde das Formel-2-Reglement angewandt.
Nach dem schweren Unfall von Emilio Materassi beim Großen Preis von Italien 1928, bei dem in Monza neben dem Fahrer 27 Zuschauer ums Leben gekommen waren, wurde der Große Preis von Italien in den beiden Folgejahren abgesagt. Der Monza-Grand-Prix wurde jedoch ab 1929 an gleicher Stelle ausgetragen. Auch nach der Rückkehr des Italien-Grand-Prix blieb der Gran Premio di Monza im Rennkalender.
Das Rennen 1933 ging als „schwarzer Sonntag von Monza“ in die Geschichte ein, als mit Giuseppe Campari, Baconin Borzacchini und Stanisław Czaykowski in diesem Rennen gleich drei Fahrer tödlich verunglückten.
Der bislang letzte Gran Premio di Monza wurde 1980 ausgetragen. Er war nach dem Reglement der Formel 2 ausgeschrieben. Das Rennen war eine meisterschaftsfreie Veranstaltung; die bei ihm erzielten Resultate zählten also nicht zur Formel-2-Europameisterschaft 1980. Es war zugleich das letzte meisterschaftsfreie Rennen in der Geschichte der Formel-2-Europameisterschaft.

## Ergebnisse
| Auflage | Jahr          | Klasse                    | Sieger                           | Zweiter                          | Dritter                      | Pole-Position             | Schnellste Runde               |
| ------- | ------------- | ------------------------- | -------------------------------- | -------------------------------- | ---------------------------- | ------------------------- | ------------------------------ |
| I       | 1922          | FL                        | André Dubonnet (Hispano-Suiza)   | Francesco Conelli (Ballot)       | Alfieri Maserati (Diatto)    | unbekannt                 | Giuseppe Campari (Alfa Romeo)  |
|         | 1923 bis 1928 | kein Gran Premio di Monza | kein Gran Premio di Monza        | kein Gran Premio di Monza        | kein Gran Premio di Monza    | kein Gran Premio di Monza | kein Gran Premio di Monza      |
| II      | 1929          | GP                        | Achille Varzi (Alfa Romeo)       | Tazio Nuvolari (Talbot)          | August Momberger (Mercedes)  | unbekannt                 | Alfieri Maserati (Maserati)    |
| III     | 1930          | GP                        | Achille Varzi (Maserati)         | Luigi Arcangeli (Maserati)       | Ernesto Maserati (Maserati)  | unbekannt                 | Achille Varzi (Maserati)       |
| IV      | 1931          | GP                        | Luigi Fagioli (Maserati)         | Baconin Borzacchini (Alfa Romeo) | Achille Varzi (Maserati)     | unbekannt                 | Achille Varzi (Bugatti)        |
| V       | 1932          | GP                        | Rudolf Caracciola (Alfa Romeo)   | Luigi Fagioli (Maserati)         | Tazio Nuvolari (Alfa Romeo)  | unbekannt                 | Tazio Nuvolari (Alfa Romeo)    |
| VI      | 1933          | GP                        | Marcel Lehoux (Bugatti)          | Guy Moll (Alfa Romeo)            | Felice Bonetto (Alfa Romeo)  | unbekannt                 | Stanisław Czaykowski (Bugatti) |
|         | 1934 bis 1947 | kein Gran Premio di Monza | kein Gran Premio di Monza        | kein Gran Premio di Monza        | kein Gran Premio di Monza    | kein Gran Premio di Monza | kein Gran Premio di Monza      |
| VII     | 1948          | GP                        | Jean-Pierre Wimille (Alfa Romeo) | Carlo Felice Trossi (Alfa Romeo) | Consalvo Sanesi (Alfa Romeo) | unbekannt                 | unbekannt                      |
| IIX     | 1949          | F2                        | Juan Manuel Fangio (Ferrari)     | Felice Bonetto (Ferrari)         | Alberto Ascari (Ferrari)     | Luigi Villoresi (Ferrari) | Juan Manuel Fangio (Ferrari)   |
| IX      | 1950          | F2                        | Luigi Villoresi (Ferrari)        | Alberto Ascari (Ferrari)         | Dorino Serafini (Ferrari)    | unbekannt                 | Luigi Villoresi (Ferrari)      |
| X       | 1951          | F2                        | Alberto Ascari (Ferrari)         | Luigi Villoresi (Ferrari)        | Stirling Moss (HWM)          | unbekannt                 | Alberto Ascari (Ferrari)       |
| XI      | 1952          | F2                        | Giuseppe Farina (Ferrari)        | André Simon (Ferrari)            | Rudolf Fischer (Ferrari)     | Alberto Ascari (Ferrari)  | Giuseppe Farina (Ferrari)      |
| XII     | 1953          | SW                        | Luigi Villoresi (Ferrari)        | Felice Bonetto (Lancia)          | Giuseppe Farina (Ferrari)    | Alberto Ascari (Ferrari)  | Giuseppe Farina (Ferrari)      |
|         | 1954 bis 1979 | kein Gran Premio di Monza | kein Gran Premio di Monza        | kein Gran Premio di Monza        | kein Gran Premio di Monza    | kein Gran Premio di Monza | kein Gran Premio di Monza      |
| XXXIX   | 1980          | F2                        | Derek Warwick (Toleman)          | Alberto Colombo (Toleman)        | Riccardo Paletti (March)     | Siegfried Stohr (Toleman) | Brian Henton (Toleman)         |

| Legende   | Legende                                                                                              | Legende                                                     |
| Abkürzung | Klasse                                                                                               | Kommentar                                                   |
| --------- | --- | ----------------------------------------------------------- |
| F1        | Formel 1                                                                                             | Formel-1-Weltmeisterschaft ab 1950                          |
| F2        | Formel 2                                                                                             |                                                             |
| FL        | Formula libre                                                                                        | Fahrzeugklasse in der Regel vom Veranstalter ausgeschrieben |
| SW        | Sportwagen                                                                                           |                                                             |
| TW        | Tourenwagen                                                                                          |                                                             |
| GP        | Grand-Prix-Fahrzeuge                                                                                 |                                                             |
|           | ↓ Durchgehende graue Linien zeigen an, wann in der Geschichte auf einem neuen Kurs gefahren wurde. ↓ |                                                             |
|           | |                                                             |
|           | Einträge mit hellrotem Hintergrund waren keine Läufe zur Automobil- bzw. Formel-1-Weltmeisterschaft. |                                                             |
|           | Einträge mit gelbem Hintergrund waren Läufe zur Europameisterschaft.                                 |                                                             |